# Alexander Cunningham (5e comte de Glencairn)
Pour les articles homonymes, voir Alexander Cunningham et Cunningham.
Alexander Cunningham est un noble écossais du XVIe siècle mort en 1574 ou 1575. Il est le cinquième comte de Glencairn, de 1548 à sa mort. Disciple de John Knox, c'est un farouche tenant de la Réforme écossaise et l'un des hommes forts du règne de Marie Stuart.

## Biographie
Alexander Cunningham est le fils aîné du quatrième comte de Glencairn, William Cunningham (en), et de son épouse Katherine Borthwick, fille de William Borthwick (en). Il appartient à l'une des familles les plus influentes du sud-ouest du royaume d'Écosse, bien qu'elle soit grevée de dettes.
En 1542, William Cunningham fait partie des chevaliers écossais capturés par les Anglais à la bataille de Solway Moss. Il est rapidement libéré, mais il doit envoyer son fils Alexander comme otage en Angleterre. Cela n'empêche pas les Cunningham, père et fils, d'être partisans d'un rapprochement anglo-écossais, ainsi que de solides défenseurs de la Réforme protestante. Alexander est notamment l'auteur d'un poème satirique ridiculisant l'ermite catholique Thomas Doughty, fondateur d'un sanctuaire à la Notre-Dame de Lorette près de Musselburgh.
Alexander Cunningham devient comte de Glencairn à la mort de son père, en 1548. Il fait partie des grands barons protestants que la régente Marie de Guise considère comme des fauteurs de trouble potentiels. Lorsque le réformateur John Knox rentre en Écosse, en 1555, il l'invite à prêcher dans son château de Finlaystone (en). Deux ans plus tard, en 1557, il rejoint les Lords of the Congregation, une coalition de seigneurs protestants qui s'opposent à Marie de Guise. Les rebelles remportent plusieurs succès et s'allient à l'Angleterre par le traité de Berwick. Ils obtiennent gain de cause avec le traité d'Édimbourg, signé en juillet 1560, peu après la mort de la régente, prélude à l'adoption de plusieurs lois en faveur du protestantisme par un Parlement d'Écosse où siège Cunningham.
À son retour en Écosse, en 1561, la reine Marie Stuart nomme plusieurs protestants dans son conseil privé, dont Alexander Cunningham. Quatre ans plus tard, en 1565, il s'oppose à son mariage avec Henry Stuart, Lord Darnley, craignant que leurs éventuels enfants ne soient élevés dans la foi catholique. Avec d'autres seigneurs protestants, il prend les armes contre Marie, mais le Chaseabout Raid (en) se solde par une défaite des rebelles, qui doivent fuir le royaume.
Alexander Cunningham rentre en Écosse dès l'année suivante et retrouve rapidement sa position au conseil privé. Il se soulève à nouveau contre la reine en 1567, après son mariage avec le comte de Bothwell James Hepburn, et participe à la bataille de Carberry Hill qui débouche sur la capture de Marie. Après sa déposition, le 24 juillet, Cunningham se précipite au palais de Holyrood pour détruire l'autel et les décorations de la chapelle royale.
Il se montre par la suite fidèle au nouveau roi Jacques VI et à ses régents successifs. Lorsque Marie s'évade, en 1568, il est présent à la bataille de Langside, qui aboutit à la défaite finale de ses partisans, et dirige le siège du château de Dumbarton, leur dernière place forte. En 1572, son nom est avancé pour la régence, mais cette charge revient finalement au comte de Morton James Douglas.
La mort d'Alexander Cunningham est datée du 23 novembre 1574 par l'auteur anonyme de la chronique A Diurnal of Remarkable Occurents. Il pourrait s'agir d'une erreur pour le 23 décembre, car le comte donne son accord à une charte émise par son fils Alexander le 2 décembre. Quoi qu'il en soit, il est forcément mort avant le 8 mars 1575, date à laquelle la couronne confirme cette charte.

## Mariages et descendance
Alexander Cunningham se marie vers 1526 avec Janet Hamilton, fille du comte d'Arran James Hamilton. Ils ont quatre enfants :
- William Cunningham, 6e comte de Glencairn ;
- Andrew Cunningham of the Syde ;
- James Cunningham, prieur de Lesmahagow ;
- Margaret Cunningham, épouse John Wallace de Craigie puis Andrew Ochiltree (en)[1].

Divorcé en 1545, Alexandre Cunningham se remarie en 1550 avec Jane Cunningham, fille de John Cunningham de Caprington. Ils ont deux enfants :
- Alexander Cunningham de Montgreenan, commendataire de Kilwinning (en) ;
- Janet, épouse Archibald Campbell puis Humphrey Colquhoun de Luss[1].